# Katriel Angulo
Katriel Aldair Angulo Méndez (* 23. Januar 2002) ist ein ecuadorianischer Leichtathlet, der sich auf den Sprint spezialisiert hat.

## Sportliche Laufbahn
Erste internationale Erfahrungen sammelte Katriel Angulo im Jahr 2019, als er bei den U20-Südamerikameisterschaften in Cali in 41,06 s die Bronzemedaille mit der ecuadorianischen 4-mal-100-Meter-Staffel gewann und auch mit der 4-mal-400-Meter-Staffel gewann er in 3:18,76 min Bronze. Daraufhin belegte er in der 4-mal-100-Meter-Staffel in 40,75 s den fünften Platz und erreichte mit der 4-mal-400-Meter-Staffel nach 3:13,47 min Rang sechs. Bei den World Athletics Relays 2021 im polnischen Chorzów wurde er mit der 4-mal-200-Meter-Staffel mit neuem Landesrekord von 1:24,89 min Vierter. Anschließend belegte er bei den Südamerikameisterschaften im heimischen Guayaquil in 21,74 s den siebten Platz im 200-Meter-Lauf und erreichte mit der Staffel nach 40,78 s Rang vier. Anschließend belegte er bei den U20-Südamerikameisterschaften in Lima in 10,63 s den vierten Platz über 100 m und gewann in 21,51 s die Bronzemedaille über 200 m. Zudem gewann er in 41,11 s die Silbermedaille in der 4-mal-100-Meter-Staffel sowie in 3:15,58 min auch in der 4-mal-400-Meter-Staffel. Im August schied er bei den U20-Weltmeisterschaften in Nairobi mit 21,25 s im Halbfinale über 200 m aus und kam im 100-Meter-Lauf mit 10,75 s nicht über die Vorrunde hinaus. Mit der 4-mal-100-Meter-Staffel wurde er im Vorlauf disqualifiziert und mit der 4-mal-400-Meter-Staffel belegte er in 3:09,32 min den fünften Platz. Mitte Oktober gelangte er bei den U23-Südamerikameisterschaften in Guayaquil nach 21,35 s auf Rang fünf über 200 m und gewann sowohl in der 4-mal-100- sowie in der 4-mal-400-Meter-Staffel die Silbermedaille. Anfang Dezember belegte er bei den erstmals ausgetragenen Panamerikanischen Juniorenspielen in Cali in 20,80 s den vierten Platz über 200 m und siegte in 3:08,02 min in der 4-mal-400-Meter-Staffel, während er in der 4-mal-100-Meter-Staffel in 40,02 s die Silbermedaille hinter dem brasilianischen Team gewann.
2022 startete er mit der Männerstaffel bei den Hallenweltmeisterschaften in Belgrad, wurde dort aber in der ersten Runde disqualifiziert. Anfang Juli belegte er bei den Jugos Bolivarianos in Valledupar in 21,39 s den siebten Platz über 200 Meter und schied über 100 Meter mit 10,92 s im Vorlauf aus. Zudem gelangte er mit der 4-mal-100-Meter-Staffel mit 41,21 s auf dem fünften Platz und wurde mit der 4-mal-400-Meter-Staffel in 3:10,94 min Vierter. Zuvor verpasste er bei den Ibero-Amerikanischen Meisterschaften in La Nucia mit 10,67 s den Finaleinzug über 100 Meter. Ende September schied er dann bei den U23-Südamerikameisterschaften in Cascavel mit 10,64 s in der Vorrunde über 100 Meter aus und belegte in der 4-mal-100-Meter-Staffel in 40,53 s den vierten Platz. Im Jahr darauf belegte er bei den Südamerikameisterschaften in São Paulo in 11,28 s bzw. 21,14 s jeweils den vierten Platz über 100 und 200 Meter und gelangte mit der 4-mal-100-Meter-Staffel mit 40,85 s auf den fünften Platz. 2024 schied er bei den Ibero-Amerikanischen Meisterschaften in Cuiabá mit 10,47 s und 21,25 s jeweils im Vorlauf über 100 und 200 Meter aus. Zudem gewann er mit der 4-mal-400-Meter-Staffel in 3:08,47 min die Bronzemedaille hinter den Teams aus Mexiko und Kolumbien. Im September belegte er bei den U23-Südamerikameisterschaften in Bucaramanga in 10,71 s den achten Platz über 100 Meter und gelangte im Staffelbewerb mit 40,81 s auf Rang vier. Zudem gewann er über 200 Meter in 21,42 s die Bronzemedaille hinter dem Kolumbianer Carlos Flórez und Tomás Villegas aus Argentinien.

## Persönliche Bestleistungen
- 100 Meter: 10,28 s (+0,8 m/s), 28. Juli 2023 in São Paulo
- 200 Meter: 20,72 s (−2,1 m/s), 10. September 2023 in Cuenca
- 400 Meter: 46,97 s, 6. April 2024 in Quito